# Alto Paraná megye
Alto Paraná  egy megye Paraguayban. A fővárosa Ciudad del Este. Korábbi neve Puerto Presidente Stroessner , és Puerto Flor de Lis.

## Földrajz
Az ország délkeleti részén található. Megyeszékhely: Ciudad del Este

## Települések

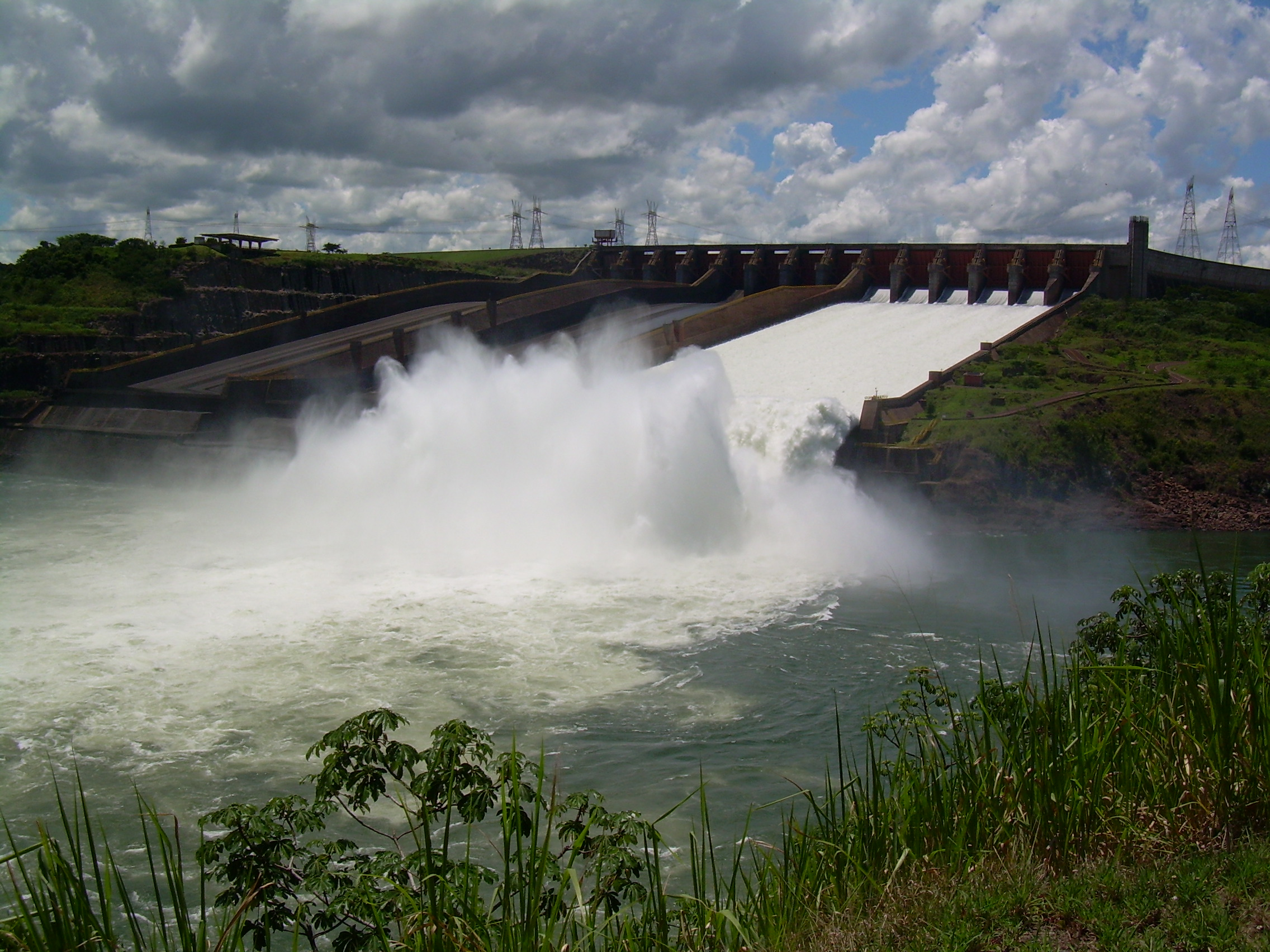
Itaipú gát

19 szervezeti egységre oszlik:
1. Ciudad del Este
2. Doctor Juan León Mallorquín
3. Domingo Martínez de Irala
4. Hernandarias
5. Iruña
6. Itakyry
7. Juan Emilio O'Leary
8. Los Cedrales
9. Mbaracayú
10. Minga Guazú
11. Minga Porá
12. Ñacunday
13. Naranjal
14. Presidente Franco
15. San Alberto
16. San Cristóbal
17. Santa Rita
18. Santa Rosa del Monday
19. Yguazú